# 封絢
封絢（？—？），一作封詢，字景文，渤海人，天官侍郎封敖孫女、殷保晦妻。

## 生平
封絢舉止容貌嫻美，善長草書、隸書、文章；盛裝下就像芙蕖出綠波，巧思如同柳絮因風起。婉靜的表現，女紅之工，好像不必學，與生俱來就會了一樣，貴婦們，號稱她為淑女。
咸通九年（868年），封絢嫁給校書郎殷保晦。
黃巢入侵長安時，夫妻藏匿於蘭陵里，隔日，殷保晦逃走。賊軍貪圖封絢美色，打算娶她，被封絢拒絕，賊軍勸誘，封絢不作回應，賊軍大怒說：「從則生，否則受劍！」封絢大罵說：「我生於公卿高門，情願守正而死，勝過如此活著，怎能受你們這群逆賊侮辱！」封絢因不屈而遇害。殷保晦歸來後，得知封絢遇害，哀號大哭而死。 三位侍婢親眼目睹主母和主人相繼而亡，於是紛紛投井自殺。

## 評價
- 皇甫枚：噫！二主二天，實士女之醜行。至於臨危抗節，乃丈夫難事，豈謂今見於女德哉！渤海之媛，汝陰之嬪，貞烈規儀，永光於彤管矣。《三水小牘》

## 延伸阅读
[在维基数据编辑]
 《新唐書/卷205》，出自《新唐書》